# Okhotsk (phó tỉnh)
Okhotsk (オホーツク総合振興局 Ohōtsuku-sōgō-shinkō-kyoku) là một phó tỉnh của Hokkaidō, Nhật Bản. Tính đến ngày 30 tháng 9 năm 2023, dân số ước tính của phó tỉnh là 262.387 người và mật độ dân số là 25 người/km2. Tổng diện tích phó tỉnh là 10690,09 km2.

## Hành chính
| Tên                             | Tên      | Diện tích (km2) | Dân số  | Huyện    | Loại đô thị | Bản đồ |
| Rōmaji                          | Kanji    | Diện tích (km2) | Dân số  | Huyện    | Loại đô thị | Bản đồ |
| ------------------------------- | -------- | --------------- | ------- | -------- | ----------- | ------ |
| Abashiri (trung tâm hành chính) | 網走市   | 470,94          | 34.919  | không có | Thành phố   |        |
| Bihoro                          | 美幌町   | 438,36          | 20.920  | Abashiri | Thị trấn    |        |
| Engaru                          | 遠軽町   | 1.332,32        | 20.757  | Monbetsu | Thị trấn    |        |
| Kitami                          | 北見市   | 1.427,56        | 119.135 | không có | Thành phố   |        |
| Kiyosato                        | 清里町   | 402,73          | 4.222   | Shari    | Thị trấn    |        |
| Koshimizu                       | 小清水町 | 287,04          | 5.029   | Shari    | Thị trấn    |        |
| Kunneppu                        | 訓子府町 | 190,89          | 5.227   | Tokoro   | Thị trấn    |        |
| Monbetsu                        | 紋別市   | 830,7           | 22.983  | không có | Thành phố   |        |
| Nishiokoppe                     | 西興部村 | 308,12          | 1.120   | Monbetsu | Làng        |        |
| Oketo                           | 置戸町   | 527,54          | 3.042   | Tokoro   | Thị trấn    |        |
| Okoppe                          | 興部町   | 362,41          | 3.963   | Monbetsu | Thị trấn    |        |
| Ōmu                             | 雄武町   | 637,03          | 4.596   | Monbetsu | Thị trấn    |        |
| Ōzora                           | 大空町   | 343,62          | 7.430   | Abashiri | Thị trấn    |        |
| Saroma                          | 佐呂間町 | 404,99          | 5.617   | Tokoro   | Thị trấn    |        |
| Shari                           | 斜里町   | 736,97          | 11.897  | Shari    | Thị trấn    |        |
| Takinoue                        | 滝上町   | 786,89          | 2.757   | Monbetsu | Thị trấn    |        |
| Tsubetsu                        | 津別町   | 716,6           | 5.011   | Abashiri | Thị trấn    |        |
| Yūbetsu                         | 湧別町   | 505,74          | 8.474   | Monbetsu | Thị trấn    |        |